# Thecla echiolus
Thecla echiolus är en fjärilsart som beskrevs av Max Wilhelm Karl Draudt 1920. Thecla echiolus ingår i släktet Thecla och familjen juvelvingar. Inga underarter finns listade i Catalogue of Life.